# 垂井町立宮代小学校
垂井町立宮代小学校 (たるいちょうりつみやしろしょうがっこう) とは、岐阜県不破郡垂井町にある小学校である。

## 通学区域
- 垂井町宮代（字多々目木の一部、字堤の一部、国道21号と県道養老垂井線と町道宮代12号線に囲まれた地区を除く）[1]

## 沿革
- 1873年（明治6年） 5月16日 - 南宮大社の作事小屋にて千之義校を創立・開式
- 1884年（明治17年） 7月 - 千之義校の校舎完成
- 1886年（明治19年） 4月9日 - 垂井と連合して尋常小学校が垂井に、宮代には宮代簡易小学校が置かれる。 同時に、不破郡立高等小学校が併設される。
- 1890年（明治23年）1月- 宮代簡易小学校を廃し、垂井分教場となる。
- 1893年（明治26年）4月- 郡立高等小学校を廃し、宮代村立尋常小学校となる。
- 1895年（明治28年）4月 - 補修科並びに裁縫専修科を設置。
- 1900年（明治33年）8月 -小学校令改正により修業年限4年となる。
- 1901年（明治34年）4月 - 補修科を廃し、 2年の高等科を設置。宮代村立尋常高等小学校となる
- 1906年（明治39年）4月 - 小学校令改正により尋常科の義務年限が6年となる。それにより、高等科が廃止される。
- 1913年（大正2年） 7月5日 - 宮代村峯1278番地に新校舎落成
- 1914年（大正3年） - 農業補習学校を付設
- 1935年（昭和10年） 7月1日 - 宮代農業青年学校付設
- 1941年（昭和16年） 4月1日 - 国民学校令により宮代村立国民学校と改称する。
- 1943年（昭和18年） 9月8日 - 名古屋市立大杉国民学校児童が疎開のため来村する。宮代村青年学校が岐阜教員養成所用付属の指定を受ける。
- 1947年（昭和22年）
  - 4月 - 学制改革により宮代村立小学校に改称
  - 5月2日 - 組合立不破中学校宮代分校が併設される
- 1949年（昭和24年） 3月12日 - 組合立不破中学校舎が完成し、不破中学校宮代分校が廃止
- 1954年（昭和29年）
  - 8月31日 - 宮代2729番地に新校舎落成
  - 9月10日 - 町村合併により垂井町立宮代小学校と改称
- 1962年（昭和37年） 11月22日 - 健康優良学校県1位表彰
- 1965年（昭和40年） 10月 - ＦＢＣ優秀賞 （中日賞）受賞
- 1967年（昭和42年） 3月5日 - 校歌制定
- 1973年（昭和48年） 4月14日 - 垂井町立宮代幼稚園併設
- 1980年（昭和55年） 11月5日 - ＰＴＡ連合会表彰
- 1981年（昭和56年） 11月5日 - ふるさと教育に対して学研教育賞
- 1982年（昭和57年） 2月9日 - 東海三県学校図書館奨励賞受賞
- 1983年（昭和58年） 2月12日 - 東海三県学校図書館利用部門優良賞
- 1985年（昭和60年） 2月23日 - 東海三県学校図書館資料整理部門優勝賞
- 1995年（平成7年） 10月22日 - 学校安全優良校表彰
- 1996年（平成8年） 11月14日 - 学校安全文部大臣表彰
- 1997年（平成9年） 7月1日 - 国民安全功労内閣総理大臣表彰

## 教育目標
みつめ
考え
つくりだす子

## 進学先中学校
- 垂井町立不破中学校

## 交通
- 東海道本線垂井駅徒歩10分